# Étienne Taillemite
Étienne Taillemite, né le 18 avril 1924 à Poitiers et mort le 24 août 2011 à Allogny (Cher), est un historien et archiviste français.

## Biographie
Après des études secondaires à Bourges, il entre à l'École nationale des chartes où il obtient le diplôme d'archiviste paléographe en 1948 grâce à une thèse intitulée La vie économique et sociale à Bourges de 1450 à 1560, il est d'abord nommé archiviste au ministère de la France d'outre-mer, puis directeur des Archives départementales du Cher. Avant 1967, il devient conservateur (puis conservateur en chef) aux Archives nationales. Il est inspecteur général des archives de France de 1981 à 1985. 
Il a consacré la plus grande partie de sa carrière d'historien à l'histoire maritime. 
Il est membre depuis 1977 du Comité des travaux historiques et scientifiques (membre histoire moderne et contemporaine).
Ancien président de la Commission française d'histoire maritime, il devient en 1986 président de l'Académie de marine.
Il est également membre de la Société de l'histoire de France (dont il est membre du conseil d'administration jusqu'en 2010) et de la Société des sciences naturelles et archéologiques de la Creuse.
C'est à la demande de Jean Favier qu'il s'est consacré à la rédaction d'une biographie remarquée du marquis de La Fayette.
Il est inhumé à Allogny.

## Publications
- 1962 : Dictionnaire illustré de la marine, Paris, Seghers
- 1964-1966 : Inventaire des Archives de la Marine. Sous-série B7, 4 vol., Paris, Archives nationales
- 1970 : Colbert
- 1970 : Bougainville à Tahiti
- 1977 : Bougainville et ses compagnons autour du monde, 2 vol., Paris, Imprimerie nationale, première édition (Grand prix Gobert de l'Académie française 1978, Grand Prix de l'Académie de Marine)
- 1980 : Les Archives de la Marine conservées aux Archives nationales
- 1982 : Le Grand livre du Pacifique
- 1982 : L'Importance de l'exploration maritime au siècle des Lumières
- 1987 : Sur des mers inconnues : Bougainville, Cook, Lapérouse, coll. « Découvertes Gallimard / Histoire » (no 21), Paris: Éditions Gallimard (nouvelle édition parue en 2004, sous le titre Les découvreurs du Pacifique : Bougainville, Cook, Lapérouse)
- 1988 : L'Histoire ignorée de la Marine française, Perrin (Prix Paul-Michel Perret de l'Académie des sciences morales et politiques 1988)
- 1988 : Les Débuts de la période révolutionnaire dans la Creuse
- 1989 : La Fayette, Fayard, biographie du marquis de La Fayette (prix du Comité France-Amérique)
- 1990 : Jean-François de Galaup de Lapérouse (1741-1788)
- 1990 : Louis-Antoine de Bougainville (1729-1811)
- 1990 : Dictionnaire des marins français, édition 2002, Tallandier
- 1991 : Tourville et Béveziers, Economica
- 1994 : Mémoires du baron Tupinier, directeur des ports et arsenaux
- 1997 : La percée de l'Europe sur les océans vers 1690-vers 1790 - Actes du colloque du Comité de documentation historique de la marin - tenu avec Denis Lieppe (PU Paris-Sorbonne)
- 1999 : Marins français à la découverte du monde, de Jacques Cartier à Dumont d'Urville, Fayard (Prix Louis-Castex de l'Académie française 2000)
- 2000 : La vie et les travaux du chevalier Jean-Charles de Borda (1733-1799)
- 2000 : Introduction de Mémoires d'un marin granvillais, Georges-René Pléville Le Pelley (1726-1805) ; éd. annot. par Michèle Chartrain, Monique Le Pelley Fonteny, Gilles Désiré dit Gosset
- 2001 : Revue d'histoire maritime N° 2-3 (PU Paris-Sorbonne), ouvrage collectif rédigé avec Denis Lieppe
- 2002 : Louis XVI ou le navigateur immobile, Payot
- 2003 : Histoire ignorée de la Marine française, Perrin
- 2006 : Bougainville et ses compagnons autour du monde, réédition du journal de voyage de Louis-Antoine de Bougainville (1766-1769) et de ses compagnons à l'Imprimerie nationale, Gallimard, seconde édition
- 2008 : Les hommes qui ont fait la marine française, Perrin
- 2011 : Bougainville, Perrin - publié à titre posthume
- 2012 : Dictionnaire des ministres de la Marine, SPM coll. « Kronos » (préface)

## Distinctions
- Chevalier de la Légion d'honneur
- Commandeur de l'ordre national du Mérite
- Commandeur de l'ordre des Arts et des Lettres
- Officier de l'ordre du Mérite maritime